# Saucier
Als Saucier bezeichnet man in einer Küchenbrigade den Saucenkoch, der jedoch nicht nur für die Saucenzubereitung verantwortlich ist. 
Zu seinem Aufgabenbereich zählen das Kochen von Fonds, Saucen und Buttermischungen sowie das Zubereiten von Schmorbraten, Frikassee, Rouladen, Gulasch und Ragout. Außerdem muss er Blankett und Geflügel- bzw. Wildgerichte kochen können.
In kleinen bis mittleren Küchenbrigaden übernimmt für gewöhnlich der Saucier auch die Aufgabenbereiche von Poissonnier (Fischkoch) und Rotisseur (Bratenkoch).